# Liste der Bodendenkmäler in Kall
Die Liste der Bodendenkmäler in Kall enthält die denkmalgeschützten unterirdischen baulichen Anlagen, Reste oberirdischer baulicher Anlagen, Zeugnisse tierischen und pflanzlichen Lebens und paläontologischen Reste auf dem Gebiet der Gemeinde Kall im Kreis Euskirchen in Nordrhein-Westfalen (Stand: November 2020). Diese Bodendenkmäler sind in Teil B der Denkmalliste der Gemeinde Kall eingetragen; Grundlage für die Aufnahme ist das Denkmalschutzgesetz Nordrhein-Westfalen (DSchG NRW).
| Bild           | Bezeichnung                                       | Lage            | Beschreibung | Bauzeit | Eingetragen seit | Denkmal- nummer |
| -------------- | ------------------------------------------------- | --------------- | ------------ | ------- | ---------------- | --------------- |
|                | Römische Wasserleitung (Wasserleitungsaufschluß)  | Keldenich       |              |         |                  | B 1             |
|                | Stollen                                           | Keldenich       |              |         |                  | B 2             |
|                | 2 Höhlen                                          | Keldenich       |              |         |                  | B 3             |
|                | Pingen, Schürfgruben                              | Kall            |              |         |                  | B 4             |
|                | Pingen, Schürfgruben                              | Sötenich        |              |         |                  | B 4             |
|                | Pingen, Schürfgruben                              | Sötenich        |              |         |                  | B 4             |
| weitere Bilder | Burgwüstung Stolzenburg                           | Keldenich Karte |              |         |                  | B 5             |
|                | Acher-Loch Höhle                                  | Keldenich       |              |         |                  | B 6             |
|                | Römische Wasserleitung                            | Keldenich       |              |         |                  | B 7             |
|                | Wasserleitungsaufschluß Römerkanal                | Sötenich        |              |         |                  | B 9             |
|                | Meilerplatz                                       | Urft            |              |         |                  | B 10            |
|                | Steinbruch                                        | Kall            |              |         |                  | B 11            |
|                | Pingenfeld, Schürfgruben                          | Kall            |              |         |                  | B 12            |
|                | Pingenfeld, Schürfgruben                          | Golbach         |              |         |                  | B 12            |
|                | Römische Wasserleitung                            | Urft            |              |         |                  | B 13            |
|                | Pingenfeld, Bergbau                               | Sötenich        |              |         |                  | B 14            |
|                | Pingenfeld, Bergbau                               | Sötenich        |              |         |                  | B 15            |
|                | Pingenfeld, Bergbau                               | Kall            |              |         |                  | B 15            |
|                | Pingenfeld, Bergbau                               | Golbach         |              |         |                  | B 15            |
|                | Katholische Kirche                                | Wallenthal      |              |         |                  | B 16            |
|                | Eisenhütte, Kaller Hütte                          | Kall            |              |         |                  | B 17            |
|                | Schmelzstätte, Hütte und Hammerwerk, Alter Hammer | Urft            |              |         |                  | B 18            |
|                | Römische Wasserleitung                            | Keldenich       |              |         |                  | B 19            |
|                | Römische Wasserleitung                            | Keldenich       |              |         |                  | B 19            |
|                | Römische Wasserleitung                            | Sötenich        |              |         |                  | B 19            |
|                | Burg Dalbenden                                    | Urft            |              |         |                  | B 20            |
|                | Offene Siedlung                                   | Kall            |              |         |                  | B 21            |
|                | Offene Siedlung                                   | Kall            |              |         |                  | B 21            |
|                | Rosentaler Eisenhütte, Hütte Neuwerk              | Urft            |              |         |                  | B 22            |
|                | Römische Wasserleitung                            | Sötenich        |              |         |                  | B 23            |
|                | Schmelzstätte, Eisenhütte                         | Urft            |              |         |                  | B 24            |
|                | Pingenfeld, Bergbau                               | Urft            |              |         |                  | B 25            |
|                | Schmelzhütte, Industriewüstung, Neuwerk Dalbenden | Urft            |              |         |                  | B 26            |
|                | Pingenfeld, Bergbau                               | Urft            |              |         |                  | B 27            |
|                | Pingenfeld                                        | Sötenich        |              |         |                  | B 28            |
|                | Pingenfeld, Stollenmundloch, Beuststollenfeld     | Sötenich        |              |         |                  | B 29            |
|                | Pingenfeld, Stollenmundloch, Beustsstollenfeld    | Sötenich        |              |         |                  | B 29            |
|                | Bergbau, Pingenfeld                               | Sötenich        |              |         |                  | B 30            |
|                | Römische Wasserleitung                            | Kall            |              |         |                  | B 31            |
|                | Römische Wasserleitung                            | Kall            |              |         |                  | B 31            |
|                | Römische Wasserleitung                            | Kall            |              |         |                  | B 31            |
|                | Römische Wasserleitung                            | Kall            |              |         |                  | B 31            |
|                | Bunker „Be 1“ der ehemaligen Westwallanlage       | Benenberg       |              |         |                  | B 32            |
|                | Bunker „Kre 1“ der ehemaligen Westwallanlage      | Krekel          |              |         |                  | B 33            |
|                | Bunkeranlage des ehemaligen Westwalls „Be 2“      | Wahlen          |              |         |                  | B 34            |
|                | Eingang Haak-Stollen, Kallbachstraße              | Kall            |              |         |                  | B 35            |